# 1985
Il 1985 (MCMLXXXV in numeri romani) è un anno  del XX secolo.

## Eventi

### Gennaio
- Forte ondata di gelo che si abbatte sull'Italia. Storica nevicata a Cagliari; a Molinella nel bolognese si toccano i -24,8 °C il 12 gennaio, e a Firenze i -23,2 °C. L'ondata si chiude con la famosa nevicata del secolo in val padana, a Milano una nevicata senza precedenti deposita un manto nevoso fino a circa 55 cm. Nevica abbondantemente anche a Genova, Roma e Napoli.
- 7 gennaio – Jacques Delors diviene presidente della commissione esecutiva della CEE.[1]
- 13 gennaio – Italia: la nevicata del 1985, nota nell'Italia settentrionale come la "nevicata del secolo", si abbatte su gran parte dell'Italia centro-settentrionale fino al 17 gennaio, provocando grandi disagi.
- 15 gennaio - Brasile: con la vittoria elettorale di Tancredo Neves, inizia convenzionalmente la Sesta Repubblica.
- 17 gennaio – Regno Unito: la British Telecom annuncia il ritiro delle celebri cabine rosse del telefono britanniche.[2]
- 24 gennaio – Italia: Walter Reder, criminale nazista responsabile della strage di Marzabotto (1944), ottiene la grazia dal governo italiano e ritorna in Austria.
- 28 gennaio – Michael Jackson e la fondazione USA for Africa registrano il singolo We Are the World.

### Febbraio
- Polonia: gli assassini di padre Popieluszko vengono condannati a 25 anni di prigione.
- 1º febbraio – Groenlandia: uscita dell'isola dalla Comunità europea.
- 3 febbraio – Desmond Tutu diventa il primo vescovo anglicano nero di Johannesburg.
- 4 febbraio – Roma: viene approvato dal Parlamento il Decreto Berlusconi, noto anche come "Berlusconi bis", presentato dal Governo presieduto da Bettino Craxi, con la richiesta del voto di fiducia.
- 4 febbraio - Viene riaperto il confine tra Gibilterra e Spagna dopo la chiusura decisa da Francisco Franco nel 1969.
- 5 febbraio – Roma: il sindaco Ugo Vetere firma una pace simbolica con il sindaco di Cartagine Chedli Klibi, ponendo formalmente fine, a 2131 anni di distanza, alla Terza Guerra Punica.
- 7 febbraio – Castellaneta (TA): all'alba crolla un palazzo di sei piani in Viale Verdi; 34 morti e 8 feriti.
- 16 febbraio – Italia: Vincenzo Muccioli, fondatore della Comunità di San Patrignano, viene condannato in primo grado ad un anno e sei mesi per sequestro di persona e maltrattamenti. I successivi gradi di giudizio lo assolveranno, in maniera definitiva nel 1990.
- 23 febbraio – Palermo: il vicepresidente degli industriali siciliani, Roberto Parisi, viene ucciso dalla mafia. Con lui muore l'autista Giuseppe Mangano.

### Marzo
- 2 marzo - Giappone: viene trasmesso il primo episodio della serie TV anime Mobile Suit Z Gundam.
- 3 marzo – Cile: un terremoto dell'ottavo grado della scala Richter colpisce le città di Santiago e Valparaíso, provocando 177 vittime.
- 7 marzo – Los Angeles, USA: viene pubblicato il brano We Are the World scritto da Michael Jackson e Lionel Richie.
- 8 marzo – Beirut: un'autobomba viene utilizzata per attentare alla vita di Muhammad Husayn Fadlallah, che sopravvive allo scoppio. Rimangono uccise ottanta persone.
- 11 marzo
  - Mosca: dopo la morte di Konstantin Černenko, viene nominato segretario del PCUS Michail Gorbačëv.
  - Londra: l'imprenditore egiziano Mohamed Al-Fayed acquista i grandi magazzini Harrods.
- 15 marzo – Brasile: José Sarney diventa il 35º Presidente del Brasile.
- 17 marzo – Giappone: a Tsukuba viene inaugurata l'Esposizione internazionale 1985.
- 23 marzo – Camerun: viene sciolta l'organizzazione internazionale dell'OCAMM ("Organisation Commune Africaine Malgache et Mauricienne").
- 27 marzo – Roma: le Brigate Rosse uccidono all'Università di Roma dove insegnava, l'economista Ezio Tarantelli.
- 31 marzo – New York: si tiene al Madison Square Garden la prima edizione di WrestleMania.

### Aprile
- 6 aprile – Sudan: deposizione del Presidente Ja'far al-Nimeyri in un colpo di Stato militare guidato dal ministro della Difesa Suwwar al-Dhahab.
- 7 aprile – Pasqua cattolica
- 11 aprile – i media statali della Repubblica Popolare Socialista d'Albania annunciano la morte del segretario del Partito del Lavoro d'Albania Enver Hoxha.
- 22 aprile - Si apre in Argentina il processo contro i membri della Giunta Militare, responsabili del regime dittatoriale instaurato nel Paese dal 1976 al 1983.

### Maggio
- 2 maggio – Corsica: muore durante il rally del Tour de Corse, Attilio Bettega uscito di strada con la sua Lancia 037 dopo aver perso il controllo della vettura ed essersi schiantato contro un albero.
- 4 maggio – la Norvegia vince l'Eurovision Song Contest, ospitato a Göteborg, Svezia.
- 11 maggio – Bradford: scoppia un incendio nel settore G dello stadio Valley Parade durante una gara di Third Division Inglese tra i padroni di casa e il Lincoln City, muoiono 56 persone e ne rimangono ferite 265. Sarà considerato come uno dei disastri sportivi più gravi del Regno Unito.
- 12 maggio – terminando al primo posto il Campionato di Serie A, l'Hellas Verona vince il suo primo Scudetto.
- 24 maggio - Incidente ferroviario di Robilante , un'Automotrice FS ALn 663 che sta effettuando delle prove tecniche, si scontra con un treno locale, proveniente da Ventimiglia, nell'incidente avvenuto, per errori del macchinista dell'automotrice e per mancanze del personale della Stazione di Robilante, perdono la vita 5 persone
- 29 maggio – Bruxelles: si disputa la finale di Coppa dei Campioni, tra Juventus e Liverpool: prima dell'incontro, gli incidenti dentro lo stadio provocano la morte di 39 persone, di cui 32 italiane, e il ferimento di oltre 600. L'evento viene ricordato come Strage dell'Heysel.

### Giugno
- 8 giugno – Italia: ratifica dell'accordo di modifica dei Patti Lateranensi fra Italia e Città del Vaticano.
- 12 giugno – Spagna e Portogallo firmano rispettivamente a Madrid e Lisbona i trattati d'adesione alla CEE.
- 14 giugno – Schengen: cinque Stati membri della CEE firmano gli Accordi di Schengen: Belgio, Francia, Lussemburgo, Germania e Paesi Bassi.
- 15 giugno – A Tokyo (Giappone), Hayao Miyazaki, Isao Takahata, Toshio Suzuki e Yasuyoshi Tokuma fondano lo Studio Ghibli, il più importante studio d'animazione del Sol Levante e uno dei più celebri a livello mondiale.
- 23 giugno – L'esplosione di una bomba collocata da terroristi sikh canadesi disintegra sull'oceano Atlantico il volo 182 dell'Air India. 329 i morti.
- 24 giugno – Il democristiano Francesco Cossiga, già presidente del Senato, viene eletto presidente della Repubblica Italiana al primo scrutinio.
- 30 giugno – tredicesima applicazione del cosiddetto minuto di 61 secondi.

### Luglio
- 13 luglio
  - Londra – Filadelfia: si tiene il megaconcerto Live Aid organizzato dal cantante irlandese Bob Geldof. Si esibiscono gratis star come Sting, David Bowie, U2, Simple Minds, Elton John, Queen, Tina Turner, Dire Straits, Beach Boys, Madonna, Mick Jagger e Phil Collins (L'unico ad essersi esibito in entrambi i concerti grazie ad un volo in Concorde di 3 ore tra Londra e Filadelfia). Il ricavato va in beneficenza alla popolazione dell'Etiopia colpita da una gravissima siccità.
  - Parigi: Sergei Bubka è il primo atleta al mondo a superare la barriera dei 6 metri nel salto con l'asta.
- 19 luglio
  - Italia: venerdì nero della lira: il cambio con il dollaro passa a 2.200 lire; il comitato monetario della CEE decide la svalutazione della lira dell'8%.
  - Trento: alle 12.22, in Val di Stava (TN), il crollo dei bacini di decantazione dell'impianto di trattamento presso la miniera di Prestavel provoca una frana che uccide 268 persone.
- 21 luglio – Sudafrica: proclamato lo stato d'emergenza in 36 distretti da parte del governo centrale, per fronteggiare la rivolta contro l'apartheid.

### Agosto
- 1º agosto – Bari: la Corte d'appello assolve tutti gli imputati per la Strage di Piazza Fontana. In precedenza la Cassazione aveva annullato la sentenza di secondo grado emessa dal tribunale di Catanzaro.
- 6 agosto
  - Palermo: vengono uccisi dalla mafia il vicecapo questore della città, Antonino Cassarà e l'agente Roberto Antiochia.
  - Matt Biondi è il primo uomo al mondo a nuotare i 100 m stile libero sotto i 49 secondi.
- 12 agosto – Tokyo: il volo 123 della Japan Airlines si schianta poco dopo il decollo, causando 520 morti.

### Settembre
- 1º settembre – una spedizione franco americana individua il relitto del Titanic.
- 8 settembre – San Casciano Val di Pesa (Firenze): due turisti francesi, Nadine Mauriot e Jean-Michel Kraveichvili, di 36 e 25 anni, vengono aggrediti all'interno della loro tenda da campeggio. Il maniaco spara diversi colpi di pistola, che uccidono sul colpo la donna, mentre l'uomo verrà finito a coltellate dopo un breve tentativo di fuga. È l'ottavo e ultimo duplice omicidio del cosiddetto Mostro di Firenze.
- 13 settembre – Giappone: esce Super Mario Bros
- 19 settembre – Città del Messico: un disastroso terremoto provoca 10.153 vittime.
- 22 settembre – Accordo del Plaza
- 23 settembre – omicidio del giornalista Giancarlo Siani

### Ottobre
- 1º ottobre – Tunisi: l'aviazione israeliana bombarda la sede dell'OLP.
- 7 ottobre – la nave da crociera Achille Lauro viene sequestrata da un commando guerrigliero palestinese.
- 8 ottobre – i dirottatori palestinesi uccidono Leon Klinghoffer, cittadino disabile statunitense di origine ebraica, che si trovava in crociera sull’ Achille Lauro. Gli altri ostaggi sono liberati grazie alla mediazione dell'OLP e in cambio di un aereo con cui fuggire.
- 10 ottobre – i caccia F-14 Tomcat della Marina degli Stati Uniti intercettano l'aereo egiziano che trasporta i dirottatori della Achille Lauro e lo costringono ad atterrare nella base NATO di Sigonella, in Sicilia dove le autorità italiane prendono in consegna i prigionieri contro la volontà USA e impongono all'aereo di raggiungere Belgrado.
- 24 ottobre – il ministro degli esteri sovietico Eduard Ševardnadze annuncia di essere disposto a sottoporsi a controlli internazionali sul disarmo nucleare.

### Novembre
- 8 novembre – Palermo: ordinanza di rinvio a giudizio del pool antimafia della procura di Palermo contro 707 persone sospettate di appartenere a Cosa Nostra.
- 13 novembre – il vulcano Nevado del Ruiz erutta, seppellendo Armero (Colombia), e uccidendo circa 23.000 persone.[3]
- 14 novembre – Padova: l'équipe guidata dal professor Vincenzo Gallucci esegue il primo cardiotrapianto in Italia, trapiantando su un falegname veneto il cuore di un ragazzo morto in un incidente stradale.
- 17 novembre – Parigi: viene fondata l'Association des Etats Généraux des Etudiants de l'Europe (AEGEE).
- 18 novembre – viene pubblicata per la prima volta la striscia a fumetti Calvin & Hobbes dello statunitense Bill Watterson.
- 19 novembre – Ginevra, Svizzera: primo incontro tra Ronald Reagan e Michail Gorbačëv
- 20 novembre – viene inaugurato il sistema operativo Windows 1.0.

### Dicembre
- 27 dicembre – Roma: all'aeroporto di Fiumicino una cellula del gruppo palestinese di Abu Nidal compie un attentato ai danni della compagnia di bandiera israeliana El Al e dell'americana TWA: ci furono 13 vittime, tra cui 3 terroristi, e 70 feriti. In simultanea, un altro attacco terroristico colpisce l'aeroporto di Vienna causando 4 morti, tra cui uno degli attentatori.

## Nati
Ci sono circa 5 690 voci su persone nate nel 1985; vedi la pagina Nati nel 1985 per un elenco descrittivo o la categoria Nati nel 1985 per un indice alfabetico.

## Morti
Ci sono circa 1 270 voci su persone morte nel 1985; vedi la pagina Morti nel 1985 per un elenco descrittivo o la categoria Morti nel 1985 per un indice alfabetico.

## Calendario
| Calendario 1985 | Calendario 1985 | Calendario 1985 | Calendario 1985 | Calendario 1985 | Calendario 1985 | Calendario 1985 | Calendario 1985 | Calendario 1985 | Calendario 1985 | Calendario 1985 | Calendario 1985 | Calendario 1985 | Calendario 1985 | Calendario 1985 | Calendario 1985 | Calendario 1985 | Calendario 1985 | Calendario 1985 | Calendario 1985 | Calendario 1985 | Calendario 1985 | Calendario 1985 | Calendario 1985 | Calendario 1985 | Calendario 1985 | Calendario 1985 | Calendario 1985 | Calendario 1985 | Calendario 1985 | Calendario 1985 | Calendario 1985 | Calendario 1985 |
| --------------- | --------------- | --------------- | --------------- | --------------- | --------------- | --------------- | --------------- | --------------- | --------------- | --------------- | --------------- | --------------- | --------------- | --------------- | --------------- | --------------- | --------------- | --------------- | --------------- | --------------- | --------------- | --------------- | --------------- | --------------- | --------------- | --------------- | --------------- | --------------- | --------------- | --------------- | --------------- | --------------- |
|                 | 1               | 2               | 3               | 4               | 5               | 6               | 7               | 8               | 9               | 10              | 11              | 12              | 13              | 14              | 15              | 16              | 17              | 18              | 19              | 20              | 21              | 22              | 23              | 24              | 25              | 26              | 27              | 28              | 29              | 30              | 31              |                 |
| Gennaio         | Ma              | Me              | Gi              | Ve              | Sa              | Do              | Lu              | Ma              | Me              | Gi              | Ve              | Sa              | Do              | Lu              | Ma              | Me              | Gi              | Ve              | Sa              | Do              | Lu              | Ma              | Me              | Gi              | Ve              | Sa              | Do              | Lu              | Ma              | Me              | Gi              |                 |
| Febbraio        | Ve              | Sa              | Do              | Lu              | Ma              | Me              | Gi              | Ve              | Sa              | Do              | Lu              | Ma              | Me              | Gi              | Ve              | Sa              | Do              | Lu              | Ma              | Me              | Gi              | Ve              | Sa              | Do              | Lu              | Ma              | Me              | Gi              |                 |                 |                 |                 |
| Marzo           | Ve              | Sa              | Do              | Lu              | Ma              | Me              | Gi              | Ve              | Sa              | Do              | Lu              | Ma              | Me              | Gi              | Ve              | Sa              | Do              | Lu              | Ma              | Me              | Gi              | Ve              | Sa              | Do              | Lu              | Ma              | Me              | Gi              | Ve              | Sa              | Do              |                 |
| Aprile          | Lu              | Ma              | Me              | Gi              | Ve              | Sa              | Do              | Lu              | Ma              | Me              | Gi              | Ve              | Sa              | Do              | Lu              | Ma              | Me              | Gi              | Ve              | Sa              | Do              | Lu              | Ma              | Me              | Gi              | Ve              | Sa              | Do              | Lu              | Ma              |                 |                 |
| Maggio          | Me              | Gi              | Ve              | Sa              | Do              | Lu              | Ma              | Me              | Gi              | Ve              | Sa              | Do              | Lu              | Ma              | Me              | Gi              | Ve              | Sa              | Do              | Lu              | Ma              | Me              | Gi              | Ve              | Sa              | Do              | Lu              | Ma              | Me              | Gi              | Ve              |                 |
| Giugno          | Sa              | Do              | Lu              | Ma              | Me              | Gi              | Ve              | Sa              | Do              | Lu              | Ma              | Me              | Gi              | Ve              | Sa              | Do              | Lu              | Ma              | Me              | Gi              | Ve              | Sa              | Do              | Lu              | Ma              | Me              | Gi              | Ve              | Sa              | Do              |                 |                 |
| Luglio          | Lu              | Ma              | Me              | Gi              | Ve              | Sa              | Do              | Lu              | Ma              | Me              | Gi              | Ve              | Sa              | Do              | Lu              | Ma              | Me              | Gi              | Ve              | Sa              | Do              | Lu              | Ma              | Me              | Gi              | Ve              | Sa              | Do              | Lu              | Ma              | Me              |                 |
| Agosto          | Gi              | Ve              | Sa              | Do              | Lu              | Ma              | Me              | Gi              | Ve              | Sa              | Do              | Lu              | Ma              | Me              | Gi              | Ve              | Sa              | Do              | Lu              | Ma              | Me              | Gi              | Ve              | Sa              | Do              | Lu              | Ma              | Me              | Gi              | Ve              | Sa              |                 |
| Settembre       | Do              | Lu              | Ma              | Me              | Gi              | Ve              | Sa              | Do              | Lu              | Ma              | Me              | Gi              | Ve              | Sa              | Do              | Lu              | Ma              | Me              | Gi              | Ve              | Sa              | Do              | Lu              | Ma              | Me              | Gi              | Ve              | Sa              | Do              | Lu              |                 |                 |
| Ottobre         | Ma              | Me              | Gi              | Ve              | Sa              | Do              | Lu              | Ma              | Me              | Gi              | Ve              | Sa              | Do              | Lu              | Ma              | Me              | Gi              | Ve              | Sa              | Do              | Lu              | Ma              | Me              | Gi              | Ve              | Sa              | Do              | Lu              | Ma              | Me              | Gi              |                 |
| Novembre        | Ve              | Sa              | Do              | Lu              | Ma              | Me              | Gi              | Ve              | Sa              | Do              | Lu              | Ma              | Me              | Gi              | Ve              | Sa              | Do              | Lu              | Ma              | Me              | Gi              | Ve              | Sa              | Do              | Lu              | Ma              | Me              | Gi              | Ve              | Sa              |                 |                 |
| Dicembre        | Do              | Lu              | Ma              | Me              | Gi              | Ve              | Sa              | Do              | Lu              | Ma              | Me              | Gi              | Ve              | Sa              | Do              | Lu              | Ma              | Me              | Gi              | Ve              | Sa              | Do              | Lu              | Ma              | Me              | Gi              | Ve              | Sa              | Do              | Lu              | Ma              |                 |

## Premi Nobel
- per la Pace: International Physicians For The Prevention Of Nuclear War
- per la Letteratura: Claude Simon
- per la Medicina: Michael S. Brown, Joseph L. Goldstein
- per la Fisica: Klaus Von Klitzing
- per la Chimica: Herbert A. Hauptman, Jerome Karle
- per l'Economia: Franco Modigliani